# برایان کوین پورتر
برایان کوین پورتر (انگلیسی: Kevin Porter Jr.؛ زادهٔ ۴ مهٔ ۲۰۰۰) بازیکن بسکتبال اهل ایالات متحده آمریکا است.
از باشگاه‌هایی که در آن بازی کرده‌است می‌توان به کلیولند کاوالیرز اشاره کرد.